# Zetel
Zetel é um município da Alemanha localizado no distrito de Friesland, estado de Baixa Saxônia.